# Gorski kotar
Gorski kotar je del Primorsko-goranske županije in predstavlja hribovito gozdnato področje med Karlovcem in Reko. Središče te regije je mesto Delnice, pomembnejša naselja pa so še Čabar, Prezid, Tršće, Crni Lug, Gerovo, Fužine, Lokve, Brod na Kolpi, Mrkopalj, Skrad, Ravna Gora,  Moravice, Brod Moravice, Vrata, Lič in Vrbovsko. Po nekaterih kriterijih spada v Gorski kotar lahko tudi mesto Ogulin ter Josipdol in Plaški na meji z Liko in Kordunom v Karlovški županiji. Na jugu meji na Hrvaško primorje, na jugovzhodu na Liko in preko Kolpe na severu na Slovenijo.   
Najvišja gora v Gorskem kotarju je Risnjak (1528 mnm), okrog katere se razprostira istoimenski narodni park. Po 2. svetovni vojni se je iz tega področja prebivalstvo množično izseljevalo. Ne glede na relativno majhno oddaljenost od Jadranskega morja podnebje Gorskega kotarja ni mediteransko, ostra in dolga zimska obdobja prinašajo debelo snežno odejo. Masiv Risnjak je naravnogeografska ovira, ki razmejuje Gorski kotar od Hrvaškega primorja, mesta Reka in drugih sosednjih predelov. Med naravnimi znamenitostmi sta še akumulacijski Lokvarsko jezero in Bajer, naravni rezervat Zeleni vir ter Bjelolasica kot najvišji vrh Velike Kapele. 
Preko Gorskega kotarja je mimo Delnic, ki so prometno vozlišče, kjer se odcepi cesta proti Sloveniji (Kočevju), speljana hrvaška avtocesta A6 Zagreb–Reka, imenovana tudi Goranka, še prej je bila speljana po tem ozemlju Karolinska in za njo Lujzinska cesta ter železniška proga, ki je povezala največje ogrsko pristanišče s celino. 
Prevladujoč tradicionalni dialekt Gorskega kotarja je t.i. goransko narečje, ki ga hrvaški jezikoslovci uvrščajo med hrvaške kajkavske dialekte, čeprav nima neposredne teritorialne povezave z njimi in je govor v osnovi identičen s slovenskim kostelskim narečjem. 